# Буркан
Буркан (перс. بورقان) — село в Ірані, у дегестані Фармагін, у Центральному бахші, шагрестані Фараган остану Марказі. За даними перепису 2006 року, його населення становило 290 осіб, що проживали у складі 85 сімей.

## Клімат
Середня річна температура становить 12,91 °C, середня максимальна – 32,92 °C, а середня мінімальна – -11,10 °C. Середня річна кількість опадів – 269 мм.
| Клімат поселення                              | Клімат поселення | Клімат поселення | Клімат поселення | Клімат поселення | Клімат поселення | Клімат поселення | Клімат поселення | Клімат поселення | Клімат поселення | Клімат поселення | Клімат поселення | Клімат поселення | Клімат поселення |
| Показник                                      | Січ.             | Лют.             | Бер.             | Квіт.            | Трав.            | Черв.            | Лип.             | Серп.            | Вер.             | Жовт.            | Лист.            | Груд.            |                  |
| Середній максимум, °C                         | 7,88             | 10,96            | 16,39            | 21,47            | 25,29            | 32,65            | 32,92            | 31,60            | 27,48            | 21,89            | 15,28            | 8,87             |                  |
| Середня температура, °C                       | −1,61            | 1,48             | 6,88             | 11,98            | 15,80            | 23,16            | 26,11            | 24,80            | 20,69            | 15,09            | 8,48             | 2,07             |                  |
| Середній мінімум, °C                          | −11,1            | −8,01            | −2,6             | 2,50             | 6,32             | 13,67            | 19,32            | 18,00            | 13,90            | 8,28             | 1,70             | −4,73            |                  |
| Норма опадів, мм                              | 39               | 37               | 48               | 34               | 29               | 4                | 1                | 1                | 0                | 10               | 26               | 40               |                  |
| Середньомісячна швидкість вітру, м/с          | 2.13             | 2.10             | 2.70             | 2.94             | 2.70             | 2.59             | 2.68             | 2.49             | 2.36             | 2.15             | 1.87             | 1.80             |                  |
| Середньомісячна сонячна радіація, кДж/м²·день | 8989             | 12412            | 14861            | 18304            | 22296            | 26838            | 25958            | 24048            | 20880            | 15475            | 10896            | 8843             |                  |
| --------------------------------------------- | ---------------- | ---------------- | ---------------- | ---------------- | ---------------- | ---------------- | ---------------- | ---------------- | ---------------- | ---------------- | ---------------- | ---------------- | ---------------- |
| Джерело:                                      |                  |                  |                  |                  |                  |                  |                  |                  |                  |                  |                  |                  |                  |